# Connor MacLeod
Connor MacLeod est un personnage de fiction créé par Gregory Widen, Peter Bellwood et Larry Ferguson dans le film Highlander réalisé par Russell Mulcahy en 1986. Il est interprété à l'écran par Christophe Lambert.

## Biographie fictive
Dans la continuité des films
- Highlander

Connor MacLeod est né en 1518 à Glennfinnan en Écosse sur les rives du Loch Shiel et meurt pendant la bataille opposant le clan MacLeod aux Fraser en 1536 blessé mortellement par le Kurgan, un être immortel qui ne put prendre sa tête. Dans un état grave, il est destiné à mourir. Pourtant il revient miraculeusement à la vie et son corps se régénère. Accusé de pacte avec le diable par les siens, il est banni du clan et est ainsi obligé de s'exiler. Aux alentours de 1542 alors qu'il reconstruit sa vie avec Heather, sa femme, il est retrouvé par Juan Sanchez Villa Lobos Ramirez qui lui apprend qu'il est immortel et le forme au combat. Toujours à la recherche de Connor, Kurgan retrouve ses traces et pénètre sa maison pour enfin le tuer. Cependant MacLeod n'est pas chez lui, c'est donc à Ramirez, resté sur place, de l'affronter. Malgré un combat disputé, l'ami de Connor ne fait pas le poids et se fait ainsi décapiter par Kurgan. En mémoire de son défunt camarade, MacLeod conservera l'épée de celui-ci. En 1985, alors qu'il est antiquaire à New York, vient le moment de l'assemblée et de la rencontre entre les deux derniers immortels à l'issue de laquelle il tue le Kurgan, après une série d'affrontements entre les derniers survivants dans la ville américaine, remportant alors le prix et obtient la possibilité de vieillir et mourir.
- Highlander, le retour (Highlander, The Quickening)

Version originale
À la fin des années 90, la couche d'ozone est perforée. MacLeod, grâce à son prix, participe alors à l'élaboration d'un bouclier censé protéger la terre. 25 ans plus tard, en 2024, Connor Macleod qui renonça en remportant le prix à revenir sur sa planète, est un vieil homme fatigué dans un monde de nuit dû au bouclier. Mais sur la planète Zeist d'où sont originaires les Immortels, le général Katana qui les exila sur terre, décide de se débarrasser définitivement de MacLeod qui fut le leader d'une rébellion dans un passé lointain avec son ami Ramirez. Après avoir tué deux guerriers envoyés par Katana, Connor retrouve sa jeunesse et, avec l'aide de Louise Marcus, une terroriste écologique, entreprend de détruire le bouclier devenu inutile qui continue d’être exploité sans scrupule par une société privée. Il rappelle alors Ramirez grâce au lien magique qui les unit, qui l'aidera dans sa quête jusqu’à sa mort.
Après avoir tué Katana dans la combat final, MacLeod détruit le bouclier et redevient le dernier des immortels sur Terre.
Version de 2004 (Renegade version)
Cette version, plus longue d'une vingtaine de minutes, change en profondeur la direction science-fictionnelle du film faisant de Zeist non plus une autre planète, mais un monde parallèle ou antérieur à la Terre.
- Highlander 3 (Highlander III: The Sorcerer) d'Andy Morahan

Connor, veuf de Brenda Wyatt, est le père adoptif du jeune John MacLeod et vit avec lui en Afrique du nord en 1995. Il est alors le détenteur du prix. Pourtant il n'est pas le dernier immortel puisque Kane et deux de ses hommes prisonniers depuis le Japon féodal dans les montagnes japonaises grâce à Nakano, un des maitres de Connor, parvient à s'échapper puis kidnappe John avant un dernier combat dans lequel il perd face au Highlander. Ce dernier prend alors la puissance magique de Kane puis part refaire sa vie avec son fils et Alexandra Johnson archéologue qui l'aida dans son combat.
Dans la continuité de la série
Dans cet univers, Connor n'est pas le dernier des immortels et meurt à l'issue du quatrième film.
- Highlander, la série

Connor apparaît dans le premier épisode de la première saison où il rend visite à Duncan MacLeod issu du même clan que lui, qu'il considère comme son cousin et qu'il a formé au début du XVIIe siècle comme Ramirez l'avait fait pour lui.
- Highlander: Endgame

Tous les proches de Connor sont tués par Jacob Kell qui mène une vengeance personnelle contre lui depuis des siècles. Connor décide alors de se retirer dans un sanctuaire. Dix ans plus tard, Connor retrouve son cousin, le provoque et se laisse décapiter pour que Duncan puisse hériter de sa puissance et détruire Kell.

## Personnalité
Connor MacLeod est reconnu comme un des meilleurs immortels. Bien qu'il ne soit pas un des plus vieux de son espèce, ses divers voyages et aventures à travers les siècles ont fait de lui un guerrier expérimenté. Pourtant à ses débuts, lorsqu'il fit la rencontre de celui qui est devenu son ami et mentor, Juan Sanchez Villa Lobos Ramirez, Connor était un jeune homme peu doué et arrogant. Cependant, MacLeod est un homme intelligent qui apprit rapidement les règles du jeu et l'art de l'épée. Il est fidèle et fait preuve d'empathie, malgré le fait qu'il essaie de cacher ses sentiments. À l'instar de son ami Ramirez, MacLeod a acquis divers savoirs et peut transmettre ses connaissances lorsqu'il juge bon de le faire, comme ce fut le cas avec Duncan MacLeod.

## Œuvres où le personnage apparaît

### Cinéma
- Highlander (Russell Mulcahy, 1986) avec Christophe Lambert (VF : lui-même)
- Highlander, le retour (Highlander 2, The Quickening, Russell Mulcahy, 1991) avec Christophe Lambert (VF : lui-même)
- Highlander 3 (Highlander III: The Sorcerer) d'Andy Morahan, 1995) avec Christophe Lambert (VF : lui-même)
- Highlander: Endgame (Douglas Aarniokoski, 2000) avec Christophe Lambert (VF : lui-même)

### Télévision
- Premier épisode de la série télévisée Highlander (Gregory Widen, 1992-1998) avec Christophe Lambert (VF : lui-même)

### Chanson
- Dans la chanson La Légende de Connor des Sonerien Du, que l'on peut entendre sur l'album Noz Live.